# Lill-Fälltjärnen (Nordmalings socken, Ångermanland)
Lill-Fälltjärnen är en sjö i Nordmalings kommun i Ångermanland och ingår i Lögdeälvens huvudavrinningsområde.